# Fultot
Fultot ist eine französische Gemeinde mit 246 Einwohnern (Stand: 1. Januar 2022) im Département Seine-Maritime in der Region Normandie. Die Gemeinde gehört zum Arrondissement Rouen und zum Kanton Yvetot. Die Bewohner werden Fultotais und Fultotaises genannt.

## Geografie
Fultot liegt im Zentrum des Départements, etwa 42 Kilometer nordnordwestlich von Rouen im Pays de Caux. Umgeben wird Fultot von den Nachbargemeinden Anglesqueville-la-Bras-Long im Norden, Gonzeville im Osten, Doudeville im Süden sowie Hautot-l’Auvray im Westen.

## Bevölkerungsentwicklung
| Jahr                       | 1962 | 1968 | 1975 | 1982 | 1990 | 1999 | 2006 | 2013 | 2020 |
| Einwohner                  | 197  | 204  | 174  | 179  | 195  | 179  | 199  | 192  | 240  |
| Quellen: Cassini und INSEE |      |      |      |      |      |      |      |      |      |

## Sehenswürdigkeiten
- Die Pfarrkirche Saint-Martin hat einige Überreste des 12. Jahrhunderts in der Gestaltung der Nordwand des Kirchenschiffs bewahrt. Die Kirche wurde im 16. Jahrhundert umgebaut.
- Herrenhaus Les Autels aus dem 13. Jahrhundert, heutiger schlossartiger Bau aus dem 18. Jahrhundert.
- Das steinerne Friedhofskreuz, errichtet 1626, ist seit 1913 als Monument historique klassifiziert.
- Bethaus

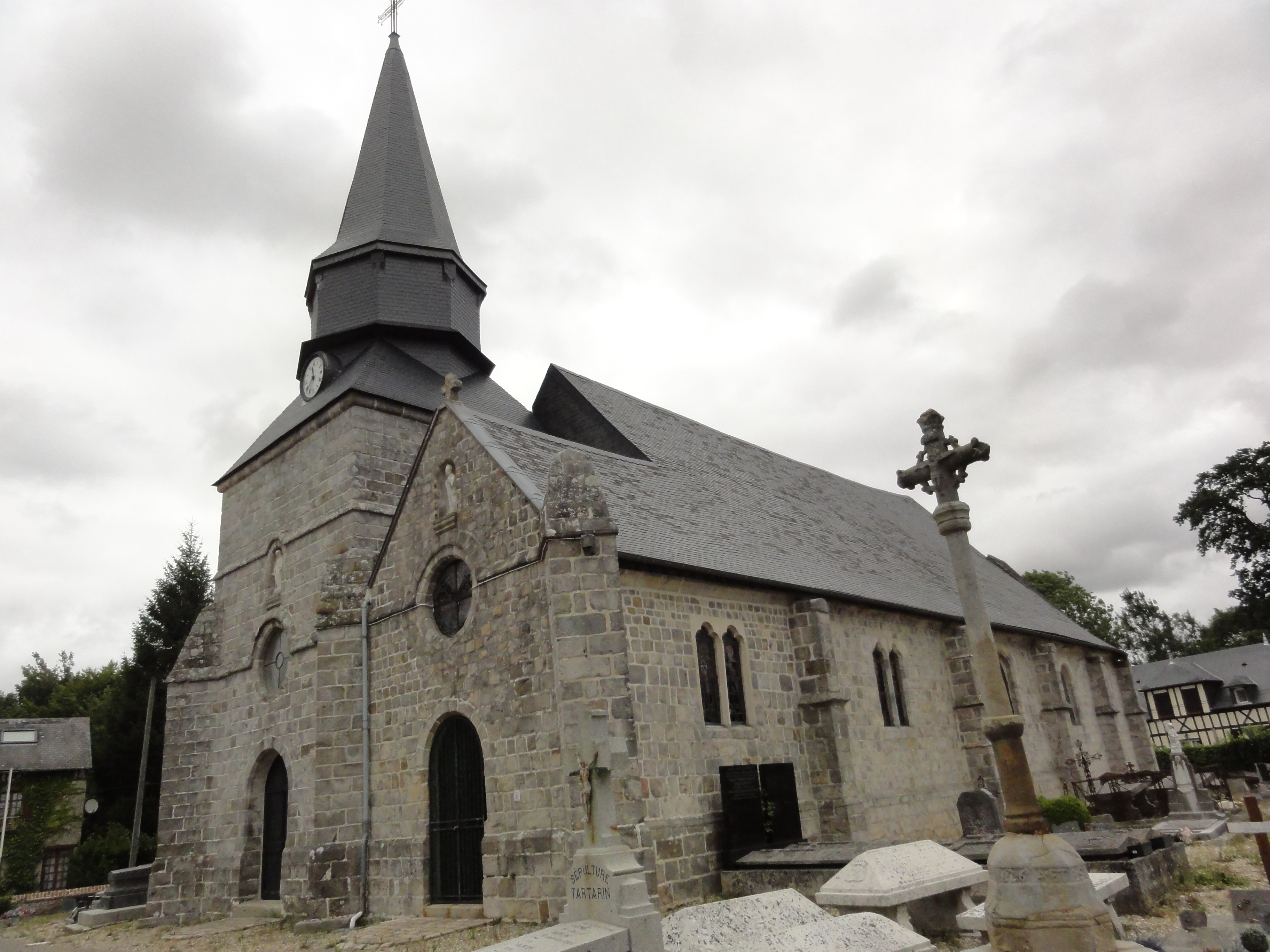
Pfarrkirche Saint-Martin und Friedhofskreuz
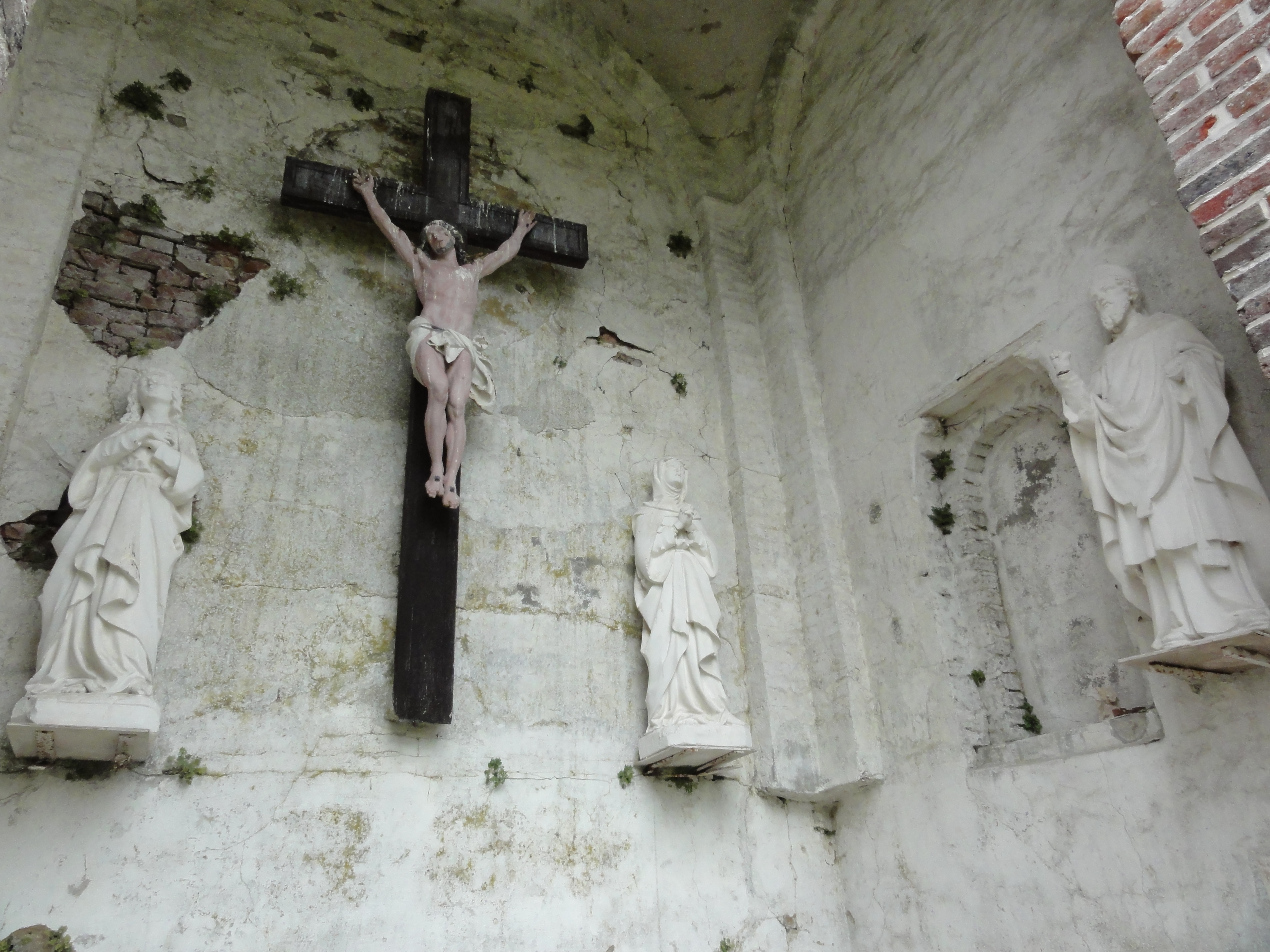
Innenraum des Bethauses